# Oldenlandia forcipitistipula
Oldenlandia forcipitistipula är en måreväxtart som beskrevs av Bernard Verdcourt. Oldenlandia forcipitistipula ingår i släktet Oldenlandia och familjen måreväxter. Inga underarter finns listade i Catalogue of Life.